# 경주 배동 석조여래삼존입상
경주 배동 석조여래삼존입상(慶州 拜洞 石造如來三尊立像)은 대한민국 경주시 남산 기슭 내남면 용장리에 있는 삼국 시대 신라의 석조 여래 삼존 입상이다. 
1963년 1월 21일 대한민국의 보물 제63호 경주배리석불입상(慶州拜里石佛立像)으로 지정되었다가, 2010년 8월 25일 현재의 명칭으로 변경되었다.

## 개요
경주 남산 기슭에 흩어져 있던 것을 1923년 지금의 자리에 모아 세웠다. 이 석불들은 기본양식이 똑같아 처음부터 삼존불(三尊佛)로 모셔졌던 것으로 보인다. 
중앙의 본존불은 머리에 상투 모양의 머리(육계)가 있는데, 특이하게도 이중으로 되어 있으며, 표면이 매끄럽게 표현되었다. 어린아이 표정의 네모난 얼굴은 풍만하며, 둥근 눈썹, 아래로 뜬 눈, 다문 입, 깊이 파인 보조개, 살찐 뺨 등을 통하여 온화하고 자비로운 불성(佛性)을 표현하고 있다. 목이 표현되지 않은 원통형의 체구에 손을 큼직하게 조각하였는데, 왼손은 내리고 오른손은 올리고 있다. 묵직해 보이는 옷은 불상을 전체적으로 강직해 보이게 하지만, 어린아이같은 표정과 체구 등으로 오히려 따뜻한 생명을 실감나게 표현하고 있다. 
왼쪽의 보살은 머리에 보관을 쓰고 만면에 미소를 띠고 있으며, 가는 허리를 뒤틀고 있어 입체감이 나타난다. 오른손은 가슴에 대고 왼손은 내려 보병(寶甁)을 잡고 있는데, 보관에 새겨진 작은 부처와 더불어 이 보살이 관음보살임을 알 수 있게 해준다. 오른쪽의 보살 역시 잔잔한 내면의 미소를 묘사하고 있는데, 무겁게 처리된 신체는 굵은 목걸이와 구슬장식으로 발목까지 치장하였다. 
조각솜씨가 뛰어난 다정한 얼굴과 몸 등에서 인간적인 정감이 넘치면서도 함부로 범할 수 없는 종교적 신비가 풍기고 있는 작품으로 7세기 신라 불상조각의 대표작으로 평가된다. 

## 참고 자료
- 경주 배동 석조여래삼존입상 - 국가유산청 국가유산포털